# Serpent
Serpent是一種對稱式分組加密演算法，是高级加密标准（AES）的候選者之一，其順序僅次於Rijndael演算法。設計者為羅斯·安德森、艾力·畢漢姆及拉爾斯·克努森。
与其他進入AES評選名單的演算法一樣，Serpent的區塊長度為128位元，支援的密鑰長度為128、192和256位元。

## 外部連結
- 256bit Ciphers（页面存档备份，存于） - SERPENT參考實作程式